# Opus mixtum
Опус микстум (на латински: Opus mixtum) е техника в строителството на зидани конструкции, при която се редуват хоризонтални ивици от opus reticulatum (диагонално зидани камъни) или прост ломен камък и opus latericium (римски тухли). Техниката е широко разпространена в края на 1 век и началото на 2 век.
Целта на тези техника е да се избегне напукване и разрушаване на зидовете. Стените, изградени с opus reticulatum имат тенденцията да се разрушават диагонално, но чрез вмъкването на хоризонтални пояси от opus latericium структурните поражения при напукване се редуцират значително. Използването ѝ прави големите сгради по-устойчиви на земетресения.